# Campeonato de España de Atletismo 2023
El CIII Campeonato de España de Atletismo, se disputó los días 28, 29 y 30 de julio de 2023 en la Ciutat de l'Esport de Torrente (Valencia).
Junto a las pruebas habituales del programa, se celebraron los campeonatos de España de relevos por clubes (4×100 y 4×400) y de pruebas combinadas (decatlón y heptatlón).

## Errores de medición en la final de Longitud femenina
Tras terminar la final de salto de longitud femenina se detectó un fallo en el sistema de medición, a consecuencia del cual las marcas obtenidas a partir del cuarto intento eran, en realidad, unos 20 cm más cortas de lo que se había comunicado durante la competición. La RFEA emitió un comunicado informando de que los resultados provisionales se invalidaban mientras se producía una investigación.
Tras esta investigación, se concluyó que el error se debió a que uno de los aparatos de medición se movió accidentalmente y no se llevó a cabo el recalibrado preceptivo. Al día siguiente, tras el análisis del resto de los datos que se tenían sobre los saltos, se publicaron los resultados oficiales en los que la mayoría de las marcas obtenidas durante los tres últimos intentos se redujeron entre 19 cm y 21 cm frente a lo inicialmente publicado.

## Resultados
En las tablas de resultados se utilizan las siguientes marcas:
 = Récord nacional

 = Récord de los campeonatos

 = Mejor marca personal

 = Mejor marca de la temporada

### Hombres
| Prueba                         | | | |
| ------------------------------ | --- | --- | --- |
| 100 m (viento:+2.4 m/s)        | Sergio López Sociedad Atlética Alcantarilla 10.11                                                             | Guillem Crespí Barcelona At. 10.17                                                                                   | Ricardo Sánchez Fent Camí Mislata 10.19                                                                              |
| 200 m (viento:-1.6 m/s)        | Pol Retamal FC Barcelona 20.48                                                                                | Andoni Calbano Real Sociedad 20.98                                                                                   | Daniel Rodríguez Playas de Castellón 21.01                                                                           |
| 400 m                          | Óscar Husillos Adidas 45.36                                                                                   | Iñaki Cañal Playas de Castellón 45.41                                                                                | Samuel García Tenerife CajaCanarias 45.69                                                                            |
| 800 m                          | Adrián Ben Adidas 1:45.01                                                                                     | Mohamed Attaoui Playas de Castellón 1:45.06                                                                          | Saúl Ordóñez New Balance 1:45.77                                                                                     |
| 1500 m                         | Adel Mechaal Independiente 3:33.44                                                                            | Mohamed Katir Asics 3:33.76                                                                                          | Mario García Romo Independiente 3:34.77                                                                              |
| 5000 m                         | Ouassim Oumaiz Trops-Cuevas de Nerja 13:49.84                                                                 | Thierry Ndikumwenayo Playas de Castellón 13:50.13                                                                    | Sergio Paniagua Playas de Castellón 13:50.19                                                                         |
| 110 m vallas (viento:+0.4 m/s) | Enrique Llopis Playas de Castellón 13.40                                                                      | John Cabang Real Sociedad 13.53                                                                                      | Kevin Sánchez Playas de Castellón 13.82                                                                              |
| 400 m vallas                   | Sergio Fernández New Balance 48.99                                                                            | Iker Alfonso Grupompleo Pamplona 49.97                                                                               | Jesús David Delgado Tenerife CajaCanarias 50.22                                                                      |
| 3000 m obstáculos              | Daniel Arce New Balance 8:23.81                                                                               | Víctor Ruiz Playas de Castellón 8:26.95                                                                              | Ibrahim Ezzaydouni Fent Camí Mislata 8:30.29                                                                         |
| 10 000 m marcha                | Álvaro Martín CAPEX 39:39.32                                                                                  | Alberto Amezcua Juventud Guadix 40:04.75                                                                             | Paul McGrath Cornellà At. 40:41.74                                                                                   |
| Salto de altura                | Carlos Rojas Unicaja Jaén Paraíso Interior 2.16 2.01o/2.04o/2.07o/2.10o/ 2.12o/2.16xxo/2.21xxx                | Eduard Fàbregas At. Intec-Zoiti 2.12 1.96o/2.01o/2.04o/2.07o/ 2.10xo/2.12o/2.16xx-/2.18x                             | Eneko Larrea Real Sociedad 2.10 1.96o/2.01o/2.04o/2.07xo/ 2.10o/2.12xx-/2.14x                                        |
| Salto con pértiga              | Aleix Pi FC Barcelona 5.52 5.02o/5.17o/5.27o/5.37o/ 5.42o/5.47x-/5.52xo/5.57xxx                               | Didac Salas FC Barcelona 5.47 5.27o/5.42x-/5.47o/5.57xxx                                                             | Juan Luis Bravo Grupompleo Pamplona 5.37 = 5.02xxo/5.17o/5.27xo/5.32o/ 5.37o/5.42xxx                                 |
| Salto de longitud              | Jaime Guerra Cornellà At. 8.14 7.67(-0.3) / x / 8.14(+1.6) / - / - / -                                        | Héctor Santos FC Barcelona 7.96 x / 7.96(+1.3) / x / x / x / x                                                       | Eusebio Cáceres Independiente 7.80 x / x / 7.80(+2.7) / x / x / x                                                    |
| Triple salto                   | Pablo Torrijos Playas de Castellón 16.24 x / 16.09(-2.2) / x / x / 15.67(-2.8) / 16.24(-1.3)                  | Marcos Ruiz Playas de Castellón 16.00 x / 16.00(-0.1) / x / x / x / x                                                | Ramón Adalia FC Barcelona 15.84 15.84(-0.1) / 15.37(-1.5) / x / x / x / x                                            |
| Lanzamiento de peso            | Carlos Tobalina FC Barcelona 19.65 19.40 / 19.65 / 18.92 / - / 18.17 / 19.31                                  | José Ángel Pinedo Fent Camí Mislata 18.80 17.91 / 18.80 / 17.61 / 18.44 / x / 18.78                                  | Miguel Gómez Playas de Castellón 18.65 x / 18.01 / 18.59 / x / x / 18.65                                             |
| Lanzamiento de disco           | Diego Casas Playas de Castellón 62.85 57.65 / 56.67 / x / 58.58 / 55.99 / 62.85                               | Yasiel Sotero Tenerije CajaCanarias 59.27 58.21 / 57.78 / x / 58.56 / 57.86 / 59.27                                  | Marcos Moreno La Rioja Atletismo 56.60 47.35 / 56.60 / x / x / 55.75 / 55.96                                         |
| Lanzamiento de martillo        | Alberto González Unicaja Jaén Paraíso Interior 70.02 66.86 / x / x / 69.15 / 66.39 / 70.02                    | Kevin Arreaga Playas de Castellón 69.96 67.68 / 69.43 / x / 69.07 / 68.93 / 69.96                                    | Pedro José Martín Fent Camí Mislata 68.73 x / x / 62.26 / x / x / 68.73                                              |
| Lanzamiento de jabalina        | Nicolás Quijera Grupompleo Pamplona 77.44 69.26 / 74.41 / 77.44 / x / 75.47 / 74.94                           | Rodrigo Iglesias Playas de Castellón 72.97 68.00 / 72.97 / x / x / 71.80 / 66.83                                     | Manu Quijera Grupompleo Pamplona 72.39 72.06 / x / x / 71.31 / 72.39 / 70.40                                         |
| Decatlón                       | Bruno Comín Independiente 7979 10.95(+1.9)/7.03(+0.9)/14.59/2.06/49.49// 14.77(-2.1)/43.66/4.60/56.27/4:31.48 | Jorge Dávila Playas de Castellón 7960 10.96(+1.9)/7.40(+2.1)/14.24/2.03/49.82// 15.39(-1.3)/40.07/4.80/59.39/4:31.33 | David Abrines Atletismo Albacete 7533 11.07(+2.4)/7.05(+0.0)/14.46/2.03/50.13// 14.96(-2.1)/42.01/4.10/58.98/5:04.01 |
| Relevos 4 × 100 m              | Playas de Castellón Adrià Alfonso Alberto Calero Daniel Rodríguez Mauro Triana 39.94                          | Real Sociedad Oihan Trecet Andoni Calbano Asier Fernández Joseba Larrauri 39.95                                      | Scorpio-71 Jonathan Okeudo Nmaju Manuel Palanco Javier Ocaña Adrián Rodríguez 40.10                                  |
| Relevos 4 × 400 m              | GoFit Julio Arenas Hugo Jiménez Alejandro Ríos Marco Rufo 3:09.77                                             | CAPEX Gonzalo Alba Andrés Cortés José Calderón David Barroso 3:09.85                                                 | Scorpio-71 Aarón Gastón Markel Fernández Diego Tejero Carlos Tello 3:10.38                                           |

1. ↑  El atleta Abderrahim Ougra, que participaba fuera de concurso, ocupó la tercera plaza de la carrera (8:30.00).

### Mujeres
| Prueba                         | |                                                                                                   | |
| ------------------------------ | --- | ------------------------------------------------------------------------------------------------- | --- |
| 100 m (viento:+1.3 m/s)        | Lucía Carrillo Playas de Castellón 11.39                                                                  | Carmen Marco Valencia Club de Atletismo 11.41 =                                                   | Elena Daniel Fraga-Bajo Cinca 11.44                                                                    |
| 200 m (viento:+0.1 m/s)        | Jaël Bestué FC Barcelona 22.72                                                                            | Paula Sevilla Playas de Castellón 22.85                                                           | Esther Navero Playas de Castellón 23.37                                                                |
| 400 m                          | Eva Santidrián FC Barcelona 52.67                                                                         | Herminia Parra Trops-Cuevas de Nerja 52.73                                                        | Laura Bueno Valencia Club de Atletismo 52.80                                                           |
| 800 m                          | Lorea Ibarzabal Adidas 2:01.01                                                                            | Daniela García New Balance 2:01.19                                                                | Lorena Martín New Balance 2:01.73                                                                      |
| 1500 m                         | Esther Guerrero New Balance 4:18.71                                                                       | Marta Pérez Adidas 4:19.91                                                                        | Águeda Marqués Adidas 4:19.96                                                                          |
| 5000 m                         | Marta García Independiente 16:40.94                                                                       | Cristina Ruiz Asics 16:42.01                                                                      | Ester Navarrete At. Femenino Celta 16:45.15                                                            |
| 100 m vallas (viento:-0.8 m/s) | Laura Bankó Barrutia A.E. 13.26                                                                           | Paula Blanquer Valencia Club de Atletismo 13.36                                                   | Marina Covarrubias AA Catalunya 13.60                                                                  |
| 400 m vallas                   | Daniela Fra Valencia Club de Atletismo 55.85                                                              | Carla García Valencia Club de Atletismo 56.22                                                     | Nora Suárez Universidad de León 57.63                                                                  |
| 3000 m obstáculos              | Marta Serrano Valencia Club de Atletismo 9:26.35 NU23R                                                    | Irene Sánchez-Escribano Adidas 9:27.12                                                            | Carolina Robles Bilbao Atletismo 9:32.83                                                               |
| 10 000 m marcha                | María Pérez Valencia Club de Atletismo 45:02.15                                                           | Antía Chamosa SG Pontevedra 45:39.65                                                              | Lidia Sánchez-Puebla Playas de Castellón 46:01.92                                                      |
| Salto de altura                | Una Stancev Trops-Cuevas de Nerja 1.86 1.66o/1.71o/1.74o/1.77o/ 1.80o/1.82o/1.86o/1.88xxx                 | Cristina Ferrando Playas de Castellón 1.80 1.66o/1.71o/1.74o/1.77o/ 1.80o/1.82xxx                 | Nuria Caballero FC Barcelona 1.80 1.66o/1.71o/1.74xo/1.77o/ 1.80o/1.82xxx                              |
| Salto con pértiga              | Maialen Axpe At. San Sebastián 4.37 4.12xo/4.22o/4.32xxo/4.37xxo/ 4.47xx-                                 | Malen Ruiz de Azúa Valencia Club de Atletismo 4.27 4.02xo/4.12o/4.22o/4.27o/ 4.37xxx              | Andrea San José Playas de Castellón Ana Carrasco Las Celtíberas 4.12 4.02xo/4.12o/4.22xxx              |
| Salto de longitud              | Tessy Ebosele Playas de Castellón 6.89 6.56(+2.5) / x / 6.68(+3.4) / 6.52(+1.6) / 6.73(+1.2) / 6.89(+2.8) | María Vicente Nike 6.81 x / x / 6.21(+2.3) / 4.36(+1.8) / 6.81(+2.1) / x                          | Fátima Diame Adidas 6.74 (+1.4) / x / x / x / 6.57(+3.3) / 6.74(+2.0)                                  |
| Triple salto                   | Ana Peleteiro Adidas 14.21 13.81(-0.2) / 14.21(+0.2) / 13.97(+0.3) / x / x / 13.97(+0.2)                  | María Vicente Nike 14.20 13.66(-0.9) / 14.20(+1.0) / x / x / x / -                                | Naiara Estanga FC Barcelona 13.12 13.12(+0.2) / 13.04(-0.3) / x / x / 12.64(-0.7) / x                  |
| Lanzamiento de peso            | Belén Toimil Playas de Castellón 17.89 / 16.85 / x / x / x / 17.28                                        | Mónica Borraz FC Barcelona 14.67 13.39 / 14.67 / 14.26 / x / 14.62 / x                            | Ane Torres At. San Sebastián 14.17 13.00 / 12.69 / 13.01 / 13.11 / 14.17 / 13.77                       |
| Lanzamiento de disco           | June Kintana Grupompleo Pamplona 53.88 51.63 / x / x / x / 53.52 / 53.88                                  | Andrea Alarcón AA Catalunya 50.43 49.20 / 46.82 / 47.16 / 48.25 / 49.73 / 50.43                   | Daniela Fernández Valencia Club de Atletismo 50.06 49.01 / 46.60 / 50.06 / x / x / x                   |
| Lanzamiento de martillo        | Laura Redondo FC Barcelona 68.14 x / 57.40 / 67.43 / 65.55 / x / 68.14                                    | Natalia Sánchez Scorpio-71 63.52 x / 62.27 / x / x / 59.64 / 63.52                                | Gema Martí AA Catalunya 62.97 / 60.58 / 61.26 / 60.55 / 62.79 / 60.61                                  |
| Lanzamiento de jabalina        | Arantza Moreno FC Barcelona 55.86 49.64 / 54.17 / 55.86 / 53.71 / x / 55.75                               | Carmen Sánchez Unicaja Jaén Paraíso Interior 54.24 51.21 / 54.24 / 48.75 / x / x / 51.83          | Enya Carretero Scorpio-71 53.72 50.66 / 53.72 / 53.43 / 49.12 / 50.74 / 52.68                          |
| Heptatlón                      | Carmen Ramos Playas de Castellón 5744 14.06(+0.5)/1.71(+0.9)/13.14/25.85(-2.0)// 5.77(-0.3)/41.40/2:15.48 | Andrea Medina Scorpio-71 5702 14.35(+0.5)/1.71(+2.1)/13.13/25.37(-2.0)// 5.67(+0.6)/41.99/2:17.28 | Paula Pérez Municipal Arganda 5343 14.03(+0.5)/1.65(+2.1)/11.32/25.63(-0.6)// 5.79(-1.1)/33.14/2:21.28 |
| Relevos 4 × 100 m              | Playas de Castellón Ona Rosell Ana Irene Elewe Paula Sevilla Lucía Carrillo 44.38                         | Valencia Club de Atletismo Evelyn Yankey Elena Guiu Carmen Marco Sonia Molina-Prados 44.70        | FC Barcelona Alba Borrero Jaël Bestué Anna Monsó Elba Parmo 44.78                                      |
| Relevos 4 × 400 m              | FC Barcelona Eva Santidrián Geena Stephens Laura Hernández Aauri Lorena Bokesa 3:33.63                    | Valencia Club de Atletismo Daniela Fra Blanca Hervás Carla García Laura Bueno 3:33.77             | Playas de Castellón Ana Garitaonandia Blanca Acosta Esther Navero Carmen Avilés 3:38.19                |

1. ↑  Se produjo una irregularidad en la medición de esta prueba, como se explica más arriba.
2. ↑  La atleta Ámbar DC Sánchez, que participaba fuera de concurso, terminó en segundo lugar en la competición (15.30).
3. ↑  La atleta Silinda Odeisi Morales, que participaba fuera de concurso, terminó en primer lugar en la competición (59.92 ).

## Récords batidos
Estos son los récords batidos durante el Campeonato de España de 2023.
| Tipo                           | Sexo    | Prueba            | Marca   | Atleta                                                            | Club                       |
| ------------------------------ | ------- | ----------------- | ------- | ----------------------------------------------------------------- | -------------------------- |
| Récord de España sub-23        | Mujeres | 3000 m obstáculos | 9:26.35 | Marta Serrano                                                     | Valencia Club de Atletismo |
| Récords de los Campeonatos     | Mujeres | 3000 m obstáculos | 9:26.35 | Marta Serrano                                                     | Valencia Club de Atletismo |
| Récords de los Campeonatos     | Mujeres | 200 m (semifinal) | 23.00   | Jaël Bestué                                                       | FC Barcelona               |
| Récords de los Campeonatos     | Mujeres | 200 m (final)     | 22.72   | Jaël Bestué                                                       | FC Barcelona               |
| Récords de los Campeonatos     | Mujeres | Relevos 4 × 400 m | 3:33.63 | Eva Santidrián Geena Stephens Laura Hernández Aauri Lorena Bokesa | FC Barcelona               |
| Récords de los Campeonatos     | Hombres | 400 m vallas      | 48.99   | Sergio Fernández                                                  | New Balance                |
| Récords de los Campeonatos     | Hombres | 1500 m            | 3:33.44 | Adel Mechaal                                                      | Independiente              |
| Récords de los Campeonatos     | Hombres | 800 m             | 1:45.01 | Adrián Ben                                                        | Adidas                     |
| Mejor marca de los Campeonatos | Hombres | 100 m (decatlón)  | 10.59   | Eloi Santafé                                                      | CA Igualada                |

## Medallero

### Comunidades Autónomas
En el medallero por comunidades autónomas se tiene en cuenta la comunidad de federación de cada atleta, no su lugar de nacimiento. Las pruebas de relevos no se tienen en cuenta para este medallero.
| Comunidad Autónoma   |   |   |    | TOTAL |
| -------------------- | - | - | -- | ----- |
| Cataluña             | 7 | 4 | 6  | 17    |
| Castilla y León      | 6 | 2 | 4  | 12    |
| País Vasco           | 5 | 5 | 2  | 12    |
| Andalucía            | 5 | 2 | 5  | 12    |
| Comunidad Valenciana | 3 | 7 | 4  | 14    |
| Comunidad de Madrid  | 3 | 5 | 10 | 18    |
| Galicia              | 3 | 2 | 1  | 6     |
| Navarra              | 3 | 1 | 1  | 5     |
| Región de Murcia     | 1 | 1 | 0  | 2     |
| Cantabria            | 1 | 1 | 0  | 2     |
| Extremadura          | 1 | 0 | 1  | 2     |
| Castilla-La Mancha   | 0 | 3 | 0  | 3     |
| Islas Baleares       | 0 | 2 | 1  | 3     |
| Canarias             | 0 | 1 | 2  | 3     |
| La Rioja             | 0 | 1 | 1  | 2     |
| Asturias             | 0 | 1 | 0  | 1     |
| Aragón               | 0 | 0 | 1  | 1     |

### Clubes
Los atletas independientes no cuentan para el medallero por clubes.
| Clubes                         |   |    |   | TOTAL |
| ------------------------------ | - | -- | - | ----- |
| Playas de Castellón            | 9 | 10 | 8 | 27    |
| FC Barcelona                   | 7 | 3  | 4 | 14    |
| Valencia Club de Atletismo     | 3 | 5  | 2 | 10    |
| Adidas                         | 3 | 2  | 2 | 7     |
| New Balance                    | 3 | 1  | 2 | 6     |
| Grupompleo Pamplona            | 2 | 1  | 2 | 5     |
| Unicaja Jaén Paraíso Interior  | 2 | 1  | 0 | 3     |
| Trops-Cueva de Nerja           | 2 | 1  | 0 | 3     |
| At. San Sebastián              | 2 | 0  | 1 | 3     |
| CAPEX                          | 1 | 1  | 0 | 2     |
| Cornellà At.                   | 1 | 0  | 1 | 2     |
| Sociedad Atlética Alcantarilla | 1 | 0  | 0 | 1     |
| Go Fit                         | 1 | 0  | 0 | 1     |
| Barrutia AE                    | 1 | 0  | 0 | 1     |
| Real Sociedad                  | 0 | 3  | 1 | 4     |
| Asics                          | 0 | 2  | 0 | 2     |
| Nike                           | 0 | 2  | 0 | 2     |
| Scorpio-71                     | 0 | 1  | 3 | 4     |
| Tenerife CajaCanarias          | 0 | 1  | 2 | 3     |
| Fent Camí Mislata              | 0 | 1  | 2 | 3     |
| AA Catalunya                   | 0 | 1  | 2 | 3     |
| At. Intec-Zoiti                | 0 | 1  | 0 | 1     |
| Barcelona At.                  | 0 | 1  | 0 | 1     |
| SG Pontevedra                  | 0 | 1  | 0 | 1     |
| AD Sprint                      | 0 | 1  | 0 | 1     |
| Juventud Guadix                | 0 | 1  | 0 | 1     |
| At. Femenino Celta             | 0 | 0  | 1 | 1     |
| La Rioja Atletismo             | 0 | 0  | 1 | 1     |
| Atletismo Albacete             | 0 | 0  | 1 | 1     |
| Universidad de León Sprint     | 0 | 0  | 1 | 1     |
| Las Celtíberas                 | 0 | 0  | 1 | 1     |
| Fraga-Bajo Cinca               | 0 | 0  | 1 | 1     |
| Bilbao Atletismo               | 0 | 0  | 1 | 1     |
| Municipal Arganda              | 0 | 0  | 1 | 1     |